# 1522 год
1522 (ты́сяча пятьсо́т два́дцать второ́й) год  по юлианскому календарю — невисокосный год, начинающийся в среду. Это 1522 год нашей эры, 2‑й год 3‑го десятилетия XVI века 2‑го тысячелетия, 3‑й год 1520‑х годов. Он закончился 503 года назад.
| Пн | Вт | Ср | Чт | Пт | Сб | Вс |
|    |    | 1  | 2  | 3  | 4  | 5  |
| 6  | 7  | 8  | 9  | 10 | 11 | 12 |
| 13 | 14 | 15 | 16 | 17 | 18 | 19 |
| 20 | 21 | 22 | 23 | 24 | 25 | 26 |
| 27 | 28 | 29 | 30 | 31 |    |    |

| Пн | Вт | Ср | Чт | Пт | Сб | Вс |
|    |    |    |    |    | 1  | 2  |
| 3  | 4  | 5  | 6  | 7  | 8  | 9  |
| 10 | 11 | 12 | 13 | 14 | 15 | 16 |
| 17 | 18 | 19 | 20 | 21 | 22 | 23 |
| 24 | 25 | 26 | 27 | 28 |    |    |

| Пн | Вт | Ср | Чт | Пт | Сб | Вс |
|    |    |    |    |    | 1  | 2  |
| 3  | 4  | 5  | 6  | 7  | 8  | 9  |
| 10 | 11 | 12 | 13 | 14 | 15 | 16 |
| 17 | 18 | 19 | 20 | 21 | 22 | 23 |
| 24 | 25 | 26 | 27 | 28 | 29 | 30 |
| 31 |    |    |    |    |    |    |

| Пн | Вт | Ср | Чт | Пт | Сб | Вс |
|    | 1  | 2  | 3  | 4  | 5  | 6  |
| 7  | 8  | 9  | 10 | 11 | 12 | 13 |
| 14 | 15 | 16 | 17 | 18 | 19 | 20 |
| 21 | 22 | 23 | 24 | 25 | 26 | 27 |
| 28 | 29 | 30 |    |    |    |    |

| Пн | Вт | Ср | Чт | Пт | Сб | Вс |
|    |    |    | 1  | 2  | 3  | 4  |
| 5  | 6  | 7  | 8  | 9  | 10 | 11 |
| 12 | 13 | 14 | 15 | 16 | 17 | 18 |
| 19 | 20 | 21 | 22 | 23 | 24 | 25 |
| 26 | 27 | 28 | 29 | 30 | 31 |    |

| Пн | Вт | Ср | Чт | Пт | Сб | Вс |
|    |    |    |    |    |    | 1  |
| 2  | 3  | 4  | 5  | 6  | 7  | 8  |
| 9  | 10 | 11 | 12 | 13 | 14 | 15 |
| 16 | 17 | 18 | 19 | 20 | 21 | 22 |
| 23 | 24 | 25 | 26 | 27 | 28 | 29 |
| 30 |    |    |    |    |    |    |

| Пн | Вт | Ср | Чт | Пт | Сб | Вс |
|    | 1  | 2  | 3  | 4  | 5  | 6  |
| 7  | 8  | 9  | 10 | 11 | 12 | 13 |
| 14 | 15 | 16 | 17 | 18 | 19 | 20 |
| 21 | 22 | 23 | 24 | 25 | 26 | 27 |
| 28 | 29 | 30 | 31 |    |    |    |

| Пн | Вт | Ср | Чт | Пт | Сб | Вс |
|    |    |    |    | 1  | 2  | 3  |
| 4  | 5  | 6  | 7  | 8  | 9  | 10 |
| 11 | 12 | 13 | 14 | 15 | 16 | 17 |
| 18 | 19 | 20 | 21 | 22 | 23 | 24 |
| 25 | 26 | 27 | 28 | 29 | 30 | 31 |

| Пн | Вт | Ср | Чт | Пт | Сб | Вс |
| 1  | 2  | 3  | 4  | 5  | 6  | 7  |
| 8  | 9  | 10 | 11 | 12 | 13 | 14 |
| 15 | 16 | 17 | 18 | 19 | 20 | 21 |
| 22 | 23 | 24 | 25 | 26 | 27 | 28 |
| 29 | 30 |    |    |    |    |    |

| Пн | Вт | Ср | Чт | Пт | Сб | Вс |
|    |    | 1  | 2  | 3  | 4  | 5  |
| 6  | 7  | 8  | 9  | 10 | 11 | 12 |
| 13 | 14 | 15 | 16 | 17 | 18 | 19 |
| 20 | 21 | 22 | 23 | 24 | 25 | 26 |
| 27 | 28 | 29 | 30 | 31 |    |    |

| Пн | Вт | Ср | Чт | Пт | Сб | Вс |
|    |    |    |    |    | 1  | 2  |
| 3  | 4  | 5  | 6  | 7  | 8  | 9  |
| 10 | 11 | 12 | 13 | 14 | 15 | 16 |
| 17 | 18 | 19 | 20 | 21 | 22 | 23 |
| 24 | 25 | 26 | 27 | 28 | 29 | 30 |

| Пн | Вт | Ср | Чт | Пт | Сб | Вс |
| 1  | 2  | 3  | 4  | 5  | 6  | 7  |
| 8  | 9  | 10 | 11 | 12 | 13 | 14 |
| 15 | 16 | 17 | 18 | 19 | 20 | 21 |
| 22 | 23 | 24 | 25 | 26 | 27 | 28 |
| 29 | 30 | 31 |    |    |    |    |

## События
- 1493—1593 — Столетняя хорватско-османская война. Серия вооружённых конфликтов между Королевством Хорватия и Османской империей[1].
- 1507—1622 — Португало-персидская война. Ряд вооружённых конфликтов между колониалистской Португалией и вассальным Ормузом, с одной стороны, и Сефевидской империей, поддерживаемой англичанами, с другой[2].
- 1511—1641 — Малайско-португальская война. Вооружённый конфликт XVI-XVII веков, в котором Малаккский султанат при поддержке империи Мин, Голландской Ост-Индской компании (с 1607) и Джохора безуспешно сопротивлялся Португальской империи, стремившейся захватить Малакку и установить контроль над торговлей между Индией и Китаем[3].
- 1514—1555 — Турецко-персидская война[4].
- 1515—1523 — Восстание фрисландских крестьян против властей Голландии[5].
- 1519—1523 — война Хильдесхаймская вражда[6].
- 1520—1522 — закончилось Восстание комунерос. Правительственные репрессии продолжались до 1526 года[7].
- 1521—1523 — Война за независимость Швеции[8].
- 1521—1526 — Итальянская война[9].
  - 27 апреля — Битва при Бикокке в котором французско-венецианская армия потерпела поражение от папско-испанско-имперских сил[9].
- 1521—1526 — Османо-венгерская война[10].
- 1522—1523 — началось Рыцарское восстание[11].
- 5 февраля — Брюссельский договор. В Брюсселе заключён дополнительный договор между императором Карлом V и Фердинандом I Австрийским об окончательном разделе владений Габсбургов. Фердинанд дополнительно получал Тироль и передне-австрийские земли[12].
- 26 июня — 20 декабря — осада и захват турками острова Родос.
- Июль — Карл V вернулся в Испанию и даровал амнистию участникам восстания комунерос, кроме 293 человек.
- 6 сентября — возвращение в Испанию каракки «Виктория», одного из кораблей флотилии Магеллана под командованием Хуана Себастьяна Элькано из первого кругосветного путешествия в истории.
- Октябрь — на Мальорку посланы войска. 
  - 1 декабря — начало осады Пальмы.
- Подавление восстания «Хермании». Перис погиб в бою. Расправа с восставшими.
- Восстание рыцарей Западной Германии во главе с Францем фон Зиккингеном и Ульрихом фон Гуттеном против архиепископа Трира. Легко подавлено духовными и светскими князьями. Зиккинген смертельно ранен при штурме его замка, Гуттен бежал в Швейцарию, где вскоре умер.
- Городской совет Цюриха декларировал отмену постов и безбрачия духовенства, Цюрих объявлен независимым от епископа Констанца.
- Португальцы напали на китайскую территорию и подвергли грабежу население уезда Синьхойсянь (Гуандун). Португальцы отказались покинуть территорию. В сражении с китайскими войсками португальцы потерпели поражение и покинули Китай. Торговля была запрещена.
- В Риге утвердился протестантизм[13].
- Во Франции впервые выпущены государственные займы (ренты).

### Крымское ханство
- 09 августа — Мухаммед I Гирей, продолжая курс на тесный союз с ВКЛ и Польшей, заключил в Бахчисарае очередной союзный договор с ними, который рассматривал, как меру для дипломатического обеспечения захвата Хаджи-Тархана[14].
- Вторая половина года — Мухаммед I Гирей в сопровождении сыновей совершил победоносный поход на Хаджи-Тархан, по существу покончив с независимостью Астраханского ханства, на престол которого в самом начале 1523 года был посажен Бахадур-Гирей. Но в этом же году созрел заговор и хан Мухаммед м калга Бахадур были убиты[14].

## Русское государство
Правление: 1505—1533 — Василий III Иванович
- 1512—1522 — закончилась Русско-литовская война[15].
  - Русская сторона на переговорах (июль-сентябрь) требовала от литовских послов не нападать на Карачев и его волости[16].
  - 14 сентября — в Москве подписано перемирие на пять лет.
- 1521—1524 — Русско-казанская война[17]. Два набега казанских татар на русские уезды[18].
  - 15 сентября — казанские татары и черемисы организовали набег на Галицкие волости, где много людей взяли в плен[17].
  - 28 сентября — татары ударили на Унжу, где сожгли монастырь и многих людей взяли в плен[17].
- 1522—1539 — Даниил становится митрополитом Московским и Всея Руси. Постановлении его знаменовало собой победу иосифлян[19].
- 17 января — за поражение и тактические неудачи во время отражения летом 1521 года похода на Москву крымского хана Мухаммед I Гирея арестован Воротынский Иван Михайлович вместе с другими воеводами и сослан с семьёю на Белоозеро (княжество конфисковано). Прощён в 1525 году[20].
- 27 февраля — Василий III с согласия митрополита Варлаама, сосланного в 1521 году на Кубенское озеро в Спасо-Каменный-Преображенский монастырь за отказ поспособствовать поимке Василия Ивановича Шемячича, назначает игуменом Иосифо-Волоцкого монастыря — Даниила[21].
- Бегство в Литву князя Рязанского Ивана Ивановича (по другим данным в 1521 году)[21][19].
- Василий III требует от князя Василия Шемячича приехать в Москву, но князь отказывается и приезжает только в апреле 1523 года[21].
- Василий III Иванович расширил монастырские и церковные привилегии (владениям митрополичьей кафедры, влиятельным Иосифо-Волоколамскому, Кирилло-Белозёрскому и др.) монастырям[19].
- Обмен посольствами с императором Священной Римской империи[19].
- Глинский Михаил Львович пытавшийся освобождения из заключения вновь принял православие[22].
- Присоединение Новгород-Северского княжества к Великому княжеству московскому.
- Пожалованы окольничеством: Плещеев Михаил Андреевич, Серебряный Семён Дмитриевич, Телепнёв Иван Васильевич Немой, Ушатый Иван Фёдорович[23].
- Пожалованы боярством: Бельский Иван Фёдорович и Бельский Семён Фёдорович[23].
- На службу великому князю выехал родоначальник дворянского рода: Сонины[24].

### Города и поселения
- 1517—1526 — сооружаются новые укрепления во Пскове[25].

## Начало правления
См. также: Список глав государств в 1522 году
- 31 августа 1522—1523 — Папа Римский Адриан VI (1459—1523), голландец.
- 1522—1535 — Герцог Милана Франческо Мария Сфорца.
- 1522—1566 — Император Китая Ши-цзун.
- 1522—1528 — губернатор Новой Испании Эрнан Кортес.

## Родились
См. также: Категория:Родившиеся в 1522 году
- Альдрованди, Улиссе — итальянский учёный эпохи Возрождения, гуманист, врач, натуралист, ботаник, энтомолог, зоолог, основатель ботанического сада в Болонье — одного из первых в Европе.
- Захарьин-Юрьев, Никита Романович — Русский государственный деятель, окольничий, боярин, шурин и приближённый Царя Ивана Грозного.
- Маргарита Пармская — герцогиня Пармская и штатгальтер Испанских Нидерландов с 1559 по 1567 год, внебрачная дочь Карла V.
- Михримах Султан — дочь Султана Сулеймана, правителя Османской империи.
- Сэн-но Рикю — историческая фигура, признанная наиболее влиятельной в японской чайной церемонии и отчасти в традиции ваби-тя.
- Феррари, Лодовико — итальянский математик, нашедший общее решение уравнения четвёртой степени.
- Эгмонт, Ламораль — испанский военачальник и нидерландский государственный деятель, казнённый накануне начала Нидерландской революции 1568—1648 годов.
- Элеонора Толедская — жена Козимо I Медичи.

## Скончались

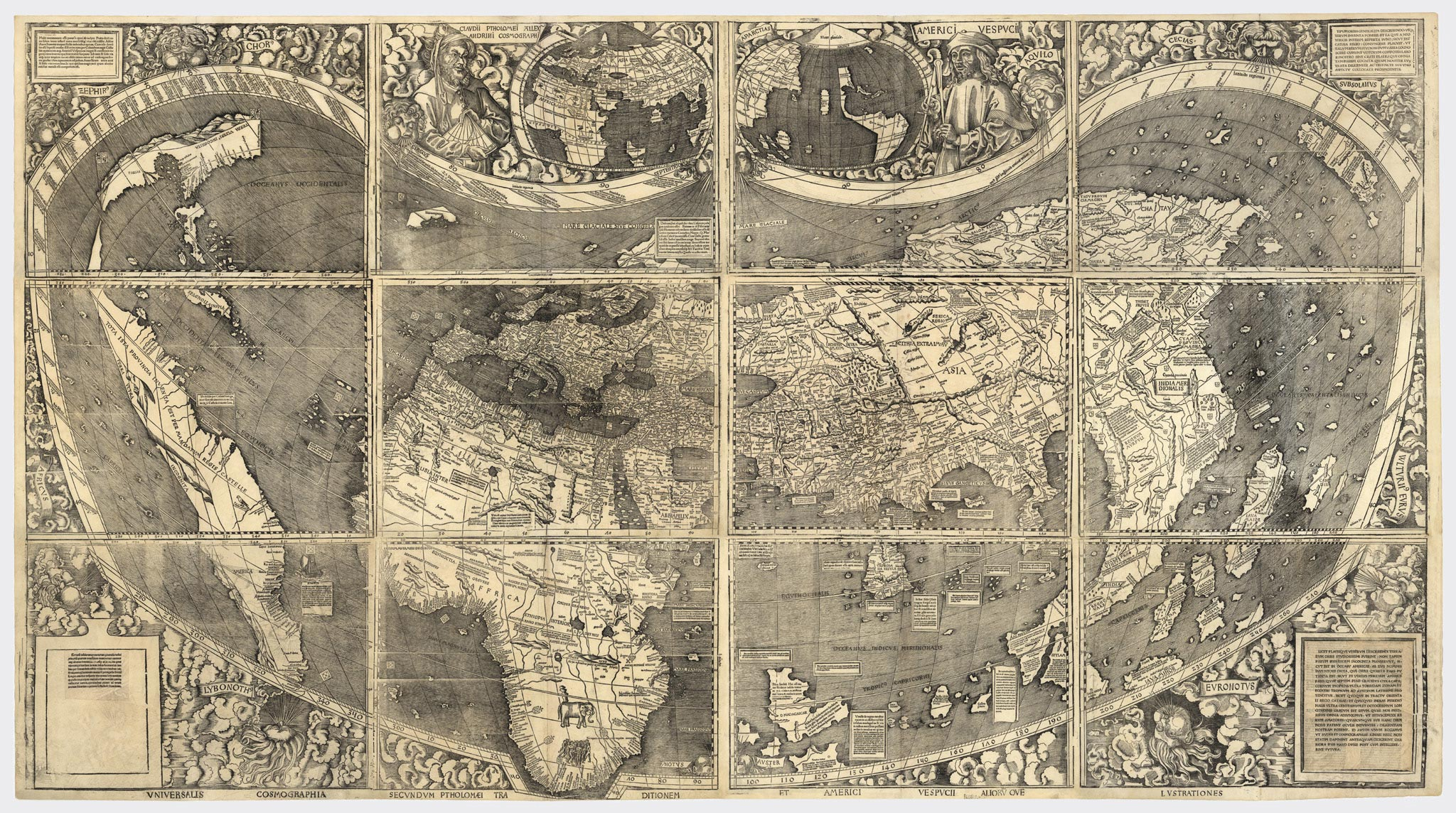
«Карта Вальдземюллера»

См. также: Категория:Умершие в 1522 году
- Амадео, Джованни Антонио — итальянский скульптор и архитектор. Посвятил себя созданию рельефов и элементов декора, типичных для ломбардской архитектуры.
- Антонио де Небриха — испанский филолог, историк, педагог, грамматист и поэт.
- Божё, Анна де — регентша Франции в период малолетства своего брата, Карла VIII. Старшая дочь Людовика XI, короля Франции и Шарлотты Савойской.
- Вальдземюллер, Мартин — немецкий картограф, известный благодаря составлению самой ранней карты (1507 год), на которую нанесено название «Америка».
- Пьеро ди Козимо — итальянский живописец флорентийской школы. Ученик Козимо Росселли.
- Иоганн Рейхлин — немецкий философ и гуманист. Считается первым немецким гебраистом — не евреем, освоившим еврейский язык.